# Premier Automotive Group
Die Premier Automotive Group (PAG) wurde 1998 gegründet, gehört zur Ford Motor Company und versammelte die Premium- und Luxusmarken des Konzerns organisatorisch unter einem Dach mit Sitz in London. Die meisten Marken wurden verkauft und agieren heute unabhängig.

## Geschichte
2006 gehörten folgende Premium- und Luxusmarken zur PAG:
- Aston Martin (2007 verkauft), mit:
  - Lagonda
- Jaguar (2008 an Tata verkauft), mit:
  - Daimler Motor Company
  - Land Rover
  - Rover (nur als Markenname)
- Volvo Cars (2010 an Geely Holding verkauft)

Von 1998 bis 2002 gehörte auch die US-Marke Lincoln zur PAG. Da sich Lincoln als speziell auf den US-Geschmack abgestimmte Premiummarke nicht weltweit vermarkten ließ, wurde sie aus der PAG wieder ausgegliedert.
2006 übernahm die Ford Motor Company von BMW (in Ausübung eines Vorkaufsrechtes aus dem ursprünglichen Verkauf der Marke Land-Rover) die Markenrechte für die britische Marke Rover, um deren Verkauf an die SAIC zu verhindern und die Marke Land-Rover zu schützen. Schließlich wurde die Marke gemeinsam mit Jaguar verkauft.
Am 12. März 2007 wurde der Verkauf der Marke Aston Martin an eine internationale Investorengruppe angekündigt. Ford wollte 15 % der Anteile behalten. Der Kauf wurde am 2. Juni 2008 abgeschlossen. Stand März 2024 gehörte Ford nicht zu den namentlich bekannten Aktionären, der Streubesitz lag bei 12,53 %.
Auch die Marken Jaguar und Land-Rover wurden Anfang 2008 im Paket an die indische Tata-Gruppe verkauft. Für die bis dahin profitable Marke Volvo Cars, die aber 2008 in die Verlustzone geriet und die noch einzig operierende Marke der PAG war, wurde im Dezember 2008 ein Übernahmeangebot des chinesischen Herstellers Geely angenommen und in 2010 endgültig verkauft. Der Ford-Konzern wollte sich in Europa zukünftig vorrangig auf die Kernmarke Ford beschränken.

## Produkte

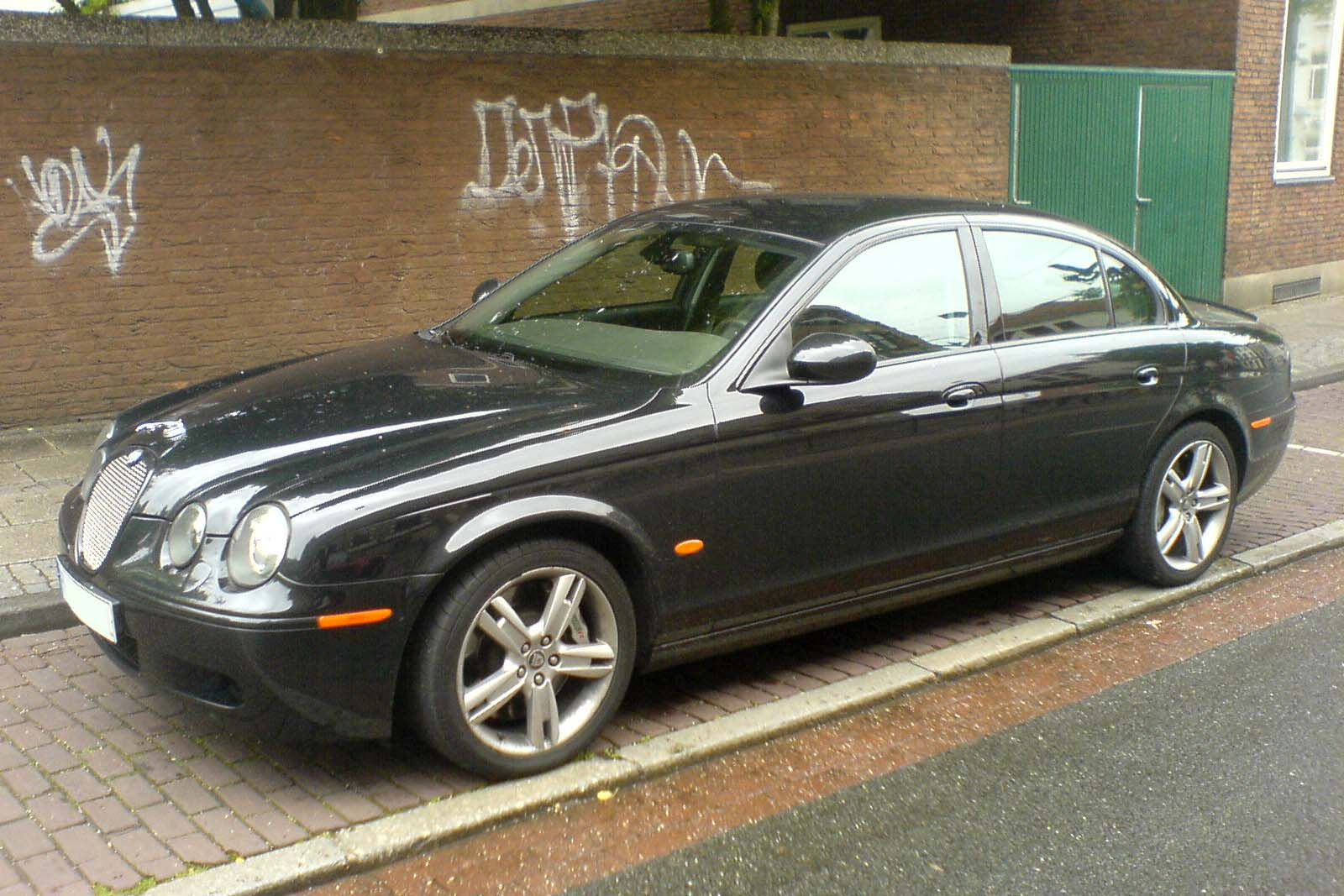
Jaguar S-Type
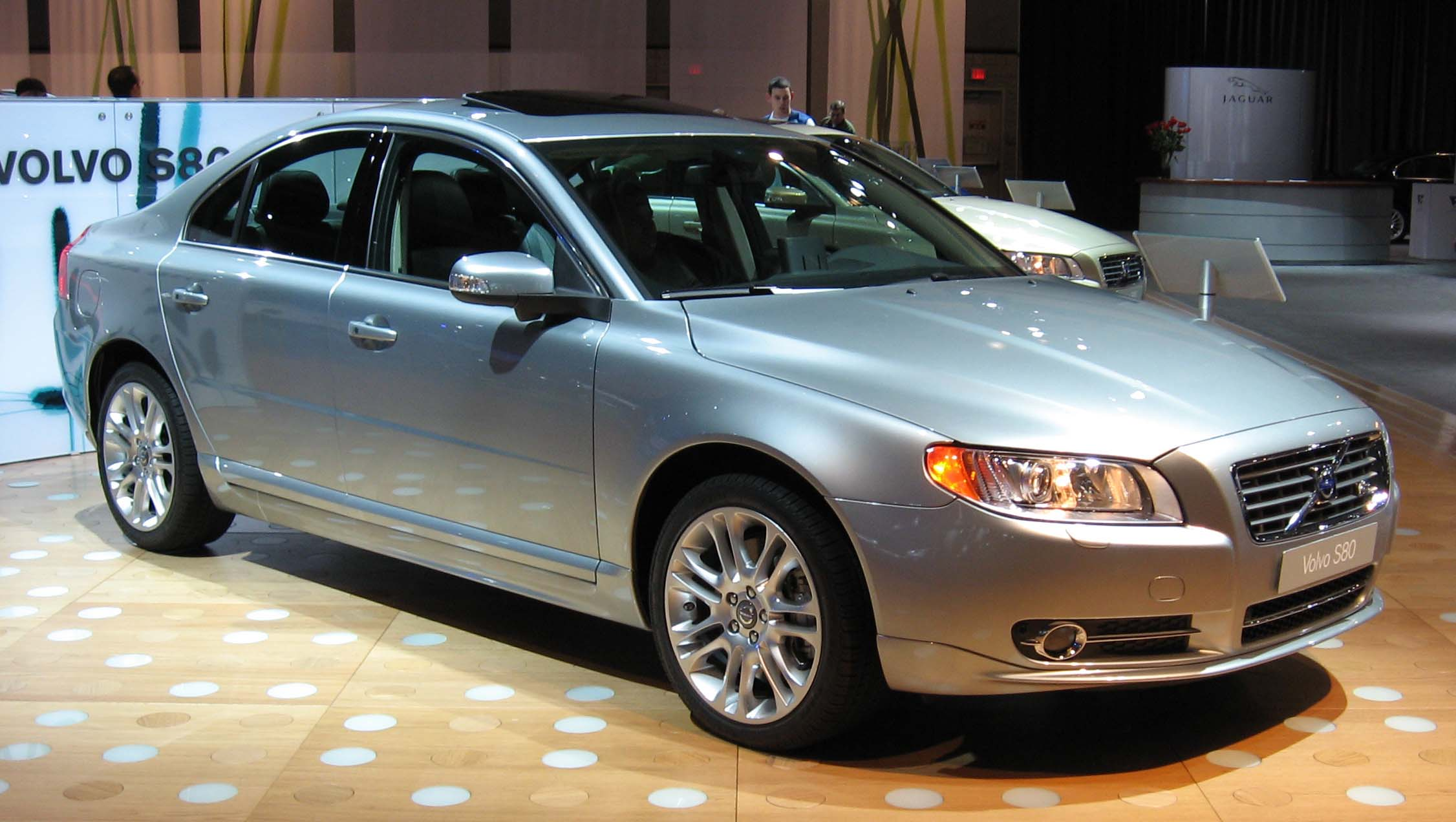
Volvo S80
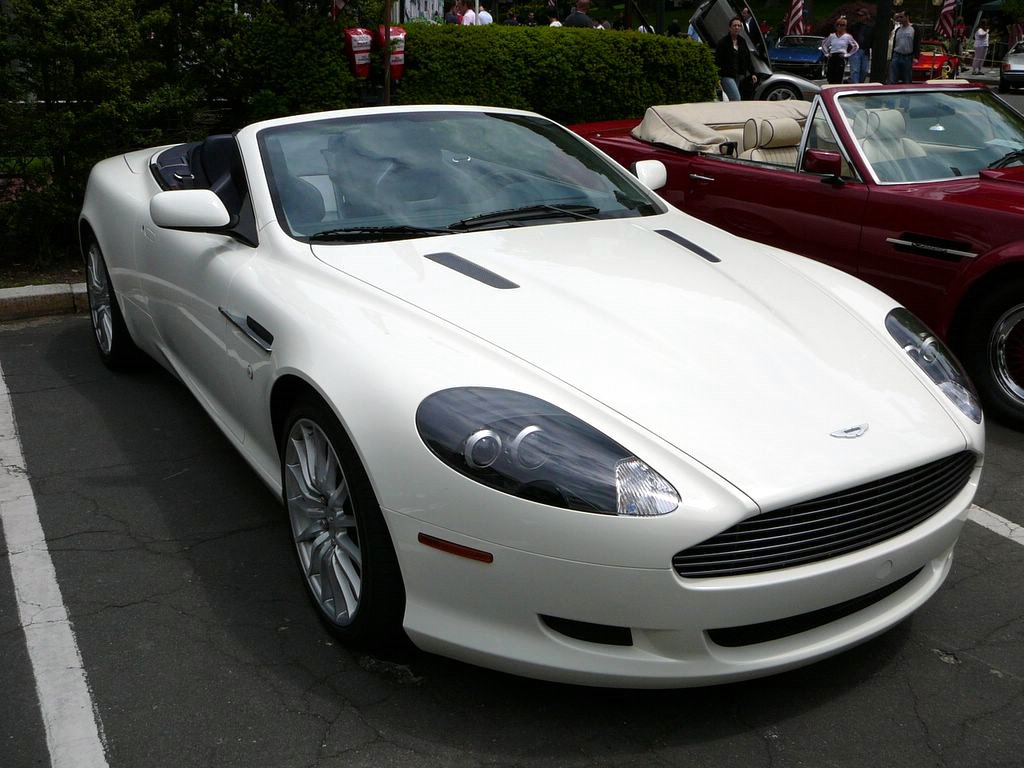
Aston Martin DB9 Volante
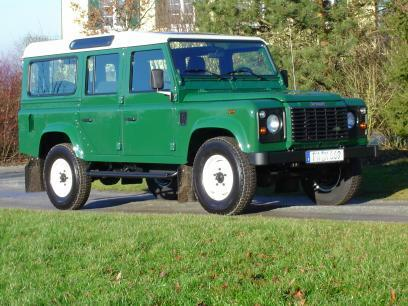
Land Rover Defender 110 CSW